# Хела
Хела (на старогръцки: Ἕλλη) в дневногръцката митология е дъщеря на цар Атамант от Беотия и на нимфата Нефела, дъщеря на Зевс. Тя е сестра близначка на Фрикс. На нейно име е наречен проливът Хелеспонт („море на Хела“), в който според легендата тя загива.
Втората съпруга на баща им – Ино, дъщерята на Кадъм, мрази близнаците и иска да ги убие, затова замисля коварен план. Тя подмамва беотийските жени да изсушат семето, приготвено за посев, и следващата година на нивите не пониква нищо. Пред настъпващия глад цар Атамант изпраща пратеници при оракула в Делфи, за да разбере причината за безплодието, но Ино подкупва пратениците и те излъгват царя, че според прорицателката той трябва да принесе в жертва на боговете сина си Фрикс, за да се върне плодородието.
Атамант с мъка се съгласява да жертва любимия си син. В последния момент обаче Нефела, майката на Фрикс и Хела, спасява децата си. Тя изпраща летящ златорунен овен, дар от Хермес. Децата яхват овена и той полита над земята и морето. Хела се изплашва, не успява да се удържи на овена и пада в морето, което после бива наречено на нея – Хелеспонт.
С бог Посейдон Хела станала майка на гиганта Алмопс и Пеон (наричан Едон в някои източници). 